# Wassermühle (Remscheid)
Wassermühle war ein Wohnplatz im Südosten der bergischen Großstadt Remscheid in Nordrhein-Westfalen. Der Ortsname geht auf eine Wassermühle am Standort zurück. Heute wird der Bereich der Wüstung als Parkplatz genutzt.

## Lage und Beschreibung
Wassermühle lag im statistischen Stadtteil Engelsburg des Stadtbezirks Lennep im Tal des Lenneper Bachs nahe Kleebach. Weitere benachbarte Wohnplätze und Hofschaften sind Jacobsmühle, Müllersberg, Lenneper Hof, Jammertal, Nagelsberg, Schneppendahl, Durchsholz und Auf der Hardt. Aufgrund des Baus der Wuppertalsperre abgegangen sind Spaniermühle und Nagelsbergermühle.
Südlich an der Wüstung vorbei verläuft die neue Trasse der Bundesstraße 229, die ebenfalls aufgrund des Talsperrenbaus verlegt werden musste. Bis zu ihrer Verlegung war sie direkt angrenzend nördlich des Wohnplatzes trassiert, ebenso wie der Streckenabschnitt Lennep – Krebsöge der Wuppertalbahn.

## Geschichte
Die Karte Topographia Ducatus Montani aus dem Jahre 1715 zeigt die Mühle als Mühl. Neben der ebenfalls als Mühl beschrifteten Jacobsmühle flussaufwärts sind auf der Karte weitere sechs unbeschriftete Wassertriebwerke am Lenneper und Panzerbach eingezeichnet. Im 18. Jahrhundert gehörte der Ort zum bergischen Amt Bornefeld-Hückeswagen.
Die Wassermühle am Nagelsberg wurde erstmals im Jahr 1770 schriftlich erwähnt. Sie war die Lenneper Bannmühle, bis unter französischer Besetzung 1804 der Mühlenzwang aufgehoben wurde. 1815/16 lebten drei Einwohner im Ort.
Am 22. April 1824 verkaufte die Stadt Lennep die Mühle an Peter Johann Mühlinghaus, dem Besitzer der ca. 150 Meter flussaufwärts gelegenen Jacobsmühle. Beim Verkauf wurde seitens der Stadt die Bedingung gestellt, die Mühle „auf ewig“ als Mahlmühle zu betreiben. Diese „Ewigkeit“ endete nach einem Jahr, als in einem Vergleich am 4. April 1825 festgeschrieben wurde, dass die Wassermühle von Mühlinghaus und seinen Erben zu jeglichen von ihm gewünschten Zweck genutzt und auch abgerissen werden durfte. Dafür zahlte Mühlinghaus der Stadt eine Kompensation  von 200 Thalern.
Wie zwei Jahre später auch die Jacobsmühle, kauften 1828 Johann Mühlinghaus und Johann Kotthaus zu Nagelsberg die Wassermühle und bauten sie zu einer Tuchfabrik um. Ein oberschlächtiges Wasserrad trieb zwei Querscheermaschinen und eine Rauhmaschine an. Da die Besitzer dieselben waren, bildete die Wassermühle mit der flussabwärts liegenden Nagelsbergermühle bald eine Betriebseinheit.
1832 gehörte die Wassermühle dem Lenneper Stadtbezirk an, der ein Teil der Bürgermeisterei Lennep war. Der laut der Statistik und Topographie des Regierungsbezirks Düsseldorf als Fabrikgebäude kategorisierte Wohnplatz besaß zu dieser Zeit eine Fabrikationsstätte. Zu dieser Zeit lebten vier Einwohner im Ort, allesamt evangelischen Glaubens.
Am 30. April 1840 erhielten die beiden Besitzer eine Konzession zum Betrieb einer 16 PS Dampfmaschine, 1852 sind 34 Arbeiter in der Wassermühle beschäftigt. 1879 erfolgte nach einem Verkauf an die Firma Budde & Karsch der Umbau in eine Streichgarnspinnerei.
Im Gemeindelexikon für die Provinz Rheinland werden für das Jahr 1885 ein Wohnhaus mit sechs Einwohnern angegeben. Der Ort gehörte zu dieser Zeit weiterhin zur  Bürgermeisterei Lennep innerhalb des Kreises Lennep. 1895 besitzt der Ort ein Wohnhaus, aber keine  Einwohner, 1905 wird die Wassermühle nicht mehr in der Liste der Lennper Wohnplätze aufgeführt.
1886 wurde an der Mühle vorbei der Streckenabschnitt Lennep – Krebsöge der Wuppertalbahn eröffnet, Wassermühle erhielt einen eigenen Haltepunkt Wassermühle an der Bahnstrecke. 1908 brannte die Fabrik ab und wurde nicht wieder aufgebaut. 1929 wurde die Stadt Lennep mit der Wassermühle in Remscheid eingemeindet. Bis in die 1970er Jahre stand in Wassermühle noch ein Wohngebäude. Dann musste dieses, wie auch die mittlerweile stillgelegte Bahnstrecke den Vorbereitungen zum Bau der Lenneper Bach-Vorsperre der Wuppertalsperre weichen.